# Giovanni V de Ventimiglia

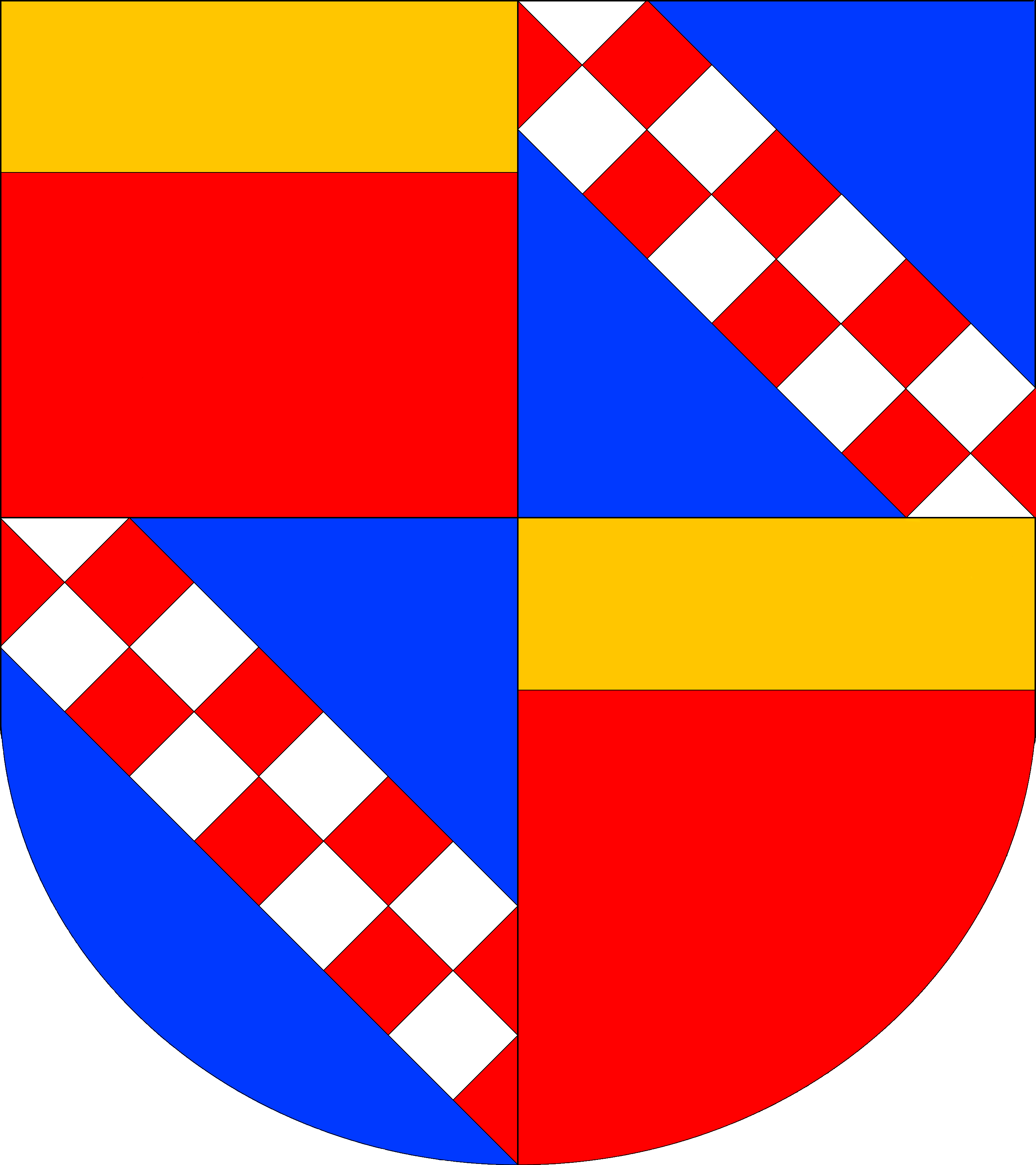
Escudo de armas del marqués de Irache: casa de Ventimiglia combinado con la casa de Altavilla, desde 1433.

Giovanni V de Ventimiglia Pignatelli (*1680, +11 de mayo de 1689 Palermo), fue un noble siciliano de la casa de Ventimiglia, hijo de Francesco Roderico IV de Ventimiglia Marchese y de su esposa doña Giovanna Catherina Pignatelli y Tagliavía d’Aragona. 

## Títulos
- XIII marqués de Irache.[2]
- XXVII conde de Geraci.
- VI príncipe de Castelbuono.
- Barón de Castellammare del Golfo, de Pollina, San Mauro, Nissoria, Bonalbergo, Rappisi, Gantieri, Baruni y de la Foresta de Troina.
- Grande de España de primera clase.

## Biografía
Con 8 años de edad, jugando en un balcón con su hermano menor Ettore, ocurrió un trágico accidente: ambos hermanos cayeron al suelo, muriendo a consecuencia de la caída. Sucedió en Villa Ventimiglia, en San Lorenzo Colli, en las cercanías de Palermo, el 11 de mayo de 1689.
Al quedar rota la línea sucesoria, quedaron vacantes los estados de la casa Ventimiglia, hasta que fueron reclamados por don Blasco de Ventimiglia Marchese, hermano de Francesco Roderico (XII marqués de Irache) y tío de los dos infantes fallecidos.
Pero el proceso fue bastante traumático: cuando murieron los dos hermanos, sin haber cumplido aún los 9 años de edad, se plantea un nuevo dilema sucesorio, ya que no quedan más varones vivos, pero sí tres hermanas, doña Felix (ó Felice), doña Giovanna y doña Stefanía.
Ante la más que cierta posibilidad de que los estados vacantes pasaran directamente a don Blasco, rompiendo nuevamente la línea directa sucesoria, la madre y tutora, doña Giovanna Catherina Pignatelli y Tagliavía d’Aragona, decide entonces casar a su primogénita Felice, que aún no contaba los 10 años de edad, con don Blasco, su tío carnal. Se fijó la fecha de los esponsales para el 29 de mayo de 1689, tal y como quedó registrado en las capitulaciones oportunas, pero bajo la cláusula si Pontifex dispensaverit, ya que el fuerte grado de parentesco así lo exigía.
Para forzar la dispensa Papal, se instituyó como tutores legales de la menor a su madre y a su propio tío y futuro marido, don Blasco. Además, se inició ficticiamente un pequeño contencioso sucesorio entre doña Felix y don Blasco: si la dispensa papal se concedía, todos los problemas quedarían resueltos inmediatamente y de un solo golpe. Y así fue: obtenida la dispensa papal, los esponsales se celebraron el 29 de mayo de 1689 in facie Ecclesia y en correcta ejecución de la capitulaciones acordadas.
Pero don Blasco murió a los pocos días, habiendo dispuesto en su último testamento de 26 de julio de 1691 que suceda en los Estados el póstumo o póstuma, varón o hembra, que naciese de doña Felix de Ventimiglia, su sobrina y mujer.
En el mismo testamento se especifica que a falta de tales hijos póstumos deje a Luigi Ruggero de Ventimiglia Marchese, su hermano menor, como heredero universal no solo de todos los estados y haciendas, si no también de los demás bienes de doña Felix, sin hacer más mención de su viuda.
Pero en la fecha de los acontecimientos, doña Felix no podía tener descendencia, ya que aún no contaba los 11 años de edad: nuevamente, el pleito estaba servido.
Y así, el virrey recibió casi simultáneamente dos memoriales distintos, procedentes de doña Felix y de don Luigi Ruggero de Ventimiglia Marchese, sobrina y tío, ambos reclamando su mejor derecho.
Entre tanto, Felice de Ventimiglia y Pignatelli casó nuevamente, esta vez con Urbano Barberini, IV príncipe de Palestrina, hijo de Maffeo Barberini y de Olimpia Justiniani.
Dado que en las alegaciones del memorial de sucesión presentado por doña Felice figura ya como princesa de Palestrina, sabemos ya con seguridad que dichos memoriales sucesorios se presentaron en fecha posterior al 25 de agosto de 1693, fecha en que se firmó las capitulaciones matrimoniales con Urbano Barberini, príncipe de Palestrina.

## Matrimonio y descendencia
Muerto a los 8 años de edad, sin descendencia legítima, por lo que el mayorazgo de la casa de Ventimiglia fue a su tío-abuelo Blasco de Ventimiglia Marchese.

## Línea de sucesión en elmarquesado de Irache
| Predecesor: Francesco Roderico IV de Ventimiglia Marchese | Casa de Ventimiglia | Sucesor: Blasco de Ventimiglia Marchese |